# Urdos
Urdos ist eine Gemeinde im französischen Département Pyrénées-Atlantiques in der Region Nouvelle-Aquitaine. Sie gehört zum Kanton Oloron-Sainte-Marie-1 im Arrondissement Oloron-Sainte-Marie.

## Geografie, Infrastruktur
Urdos grenzt im Süden an Spanien. Die Nachbargemeinden in Frankreich sind Etsaut im Norden, Borce im Westen und Laruns im Osten.
Der auf 1632 m. ü. M. gelegene Col de Somport ist ein Pyrenäenübergang zwischen Urdos und Canfranc und somit zwischen Frankreich und Spanien.
In Urdos befinden sich ein Unterwerk für Bahnstrom und ein ehemaliger Bahnhof an der Bahnstrecke Pau–Canfranc, zwischen dem Tunnel de Portalet und dem Tunnel de Lagaube.

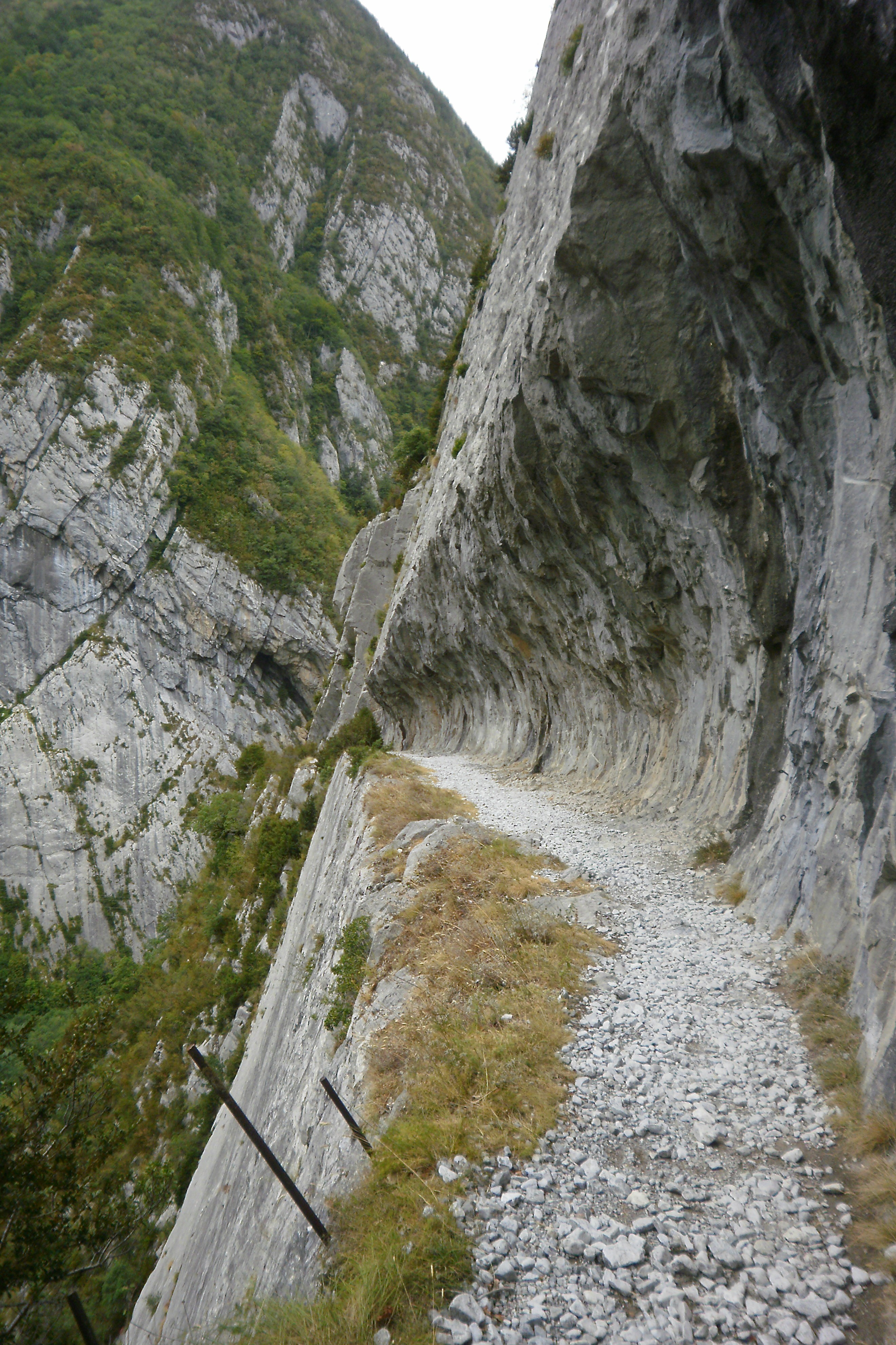
Höhenweg Chemin de la Mâture bei Urdos
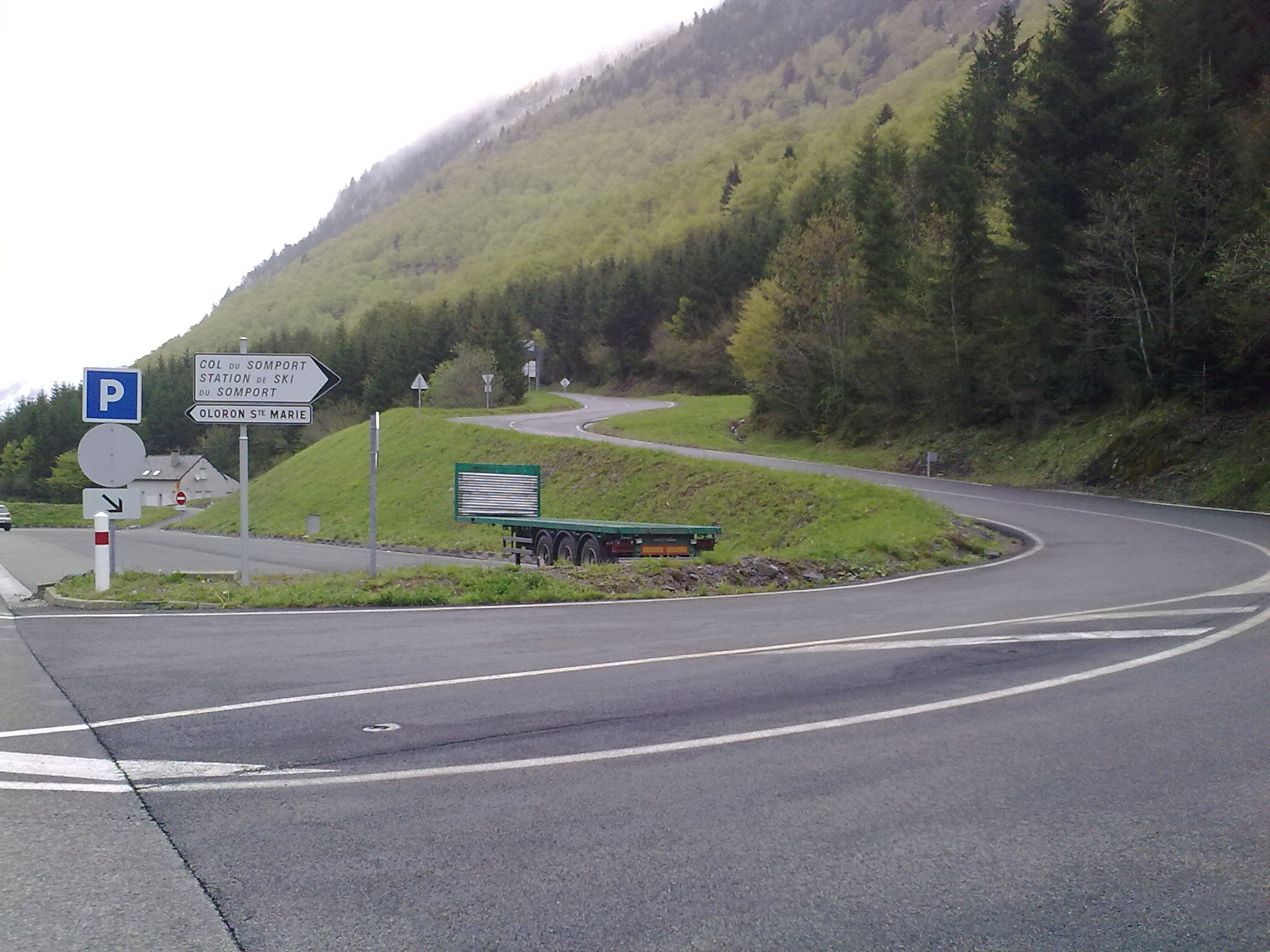
Hauptstraße zum Col de Somport
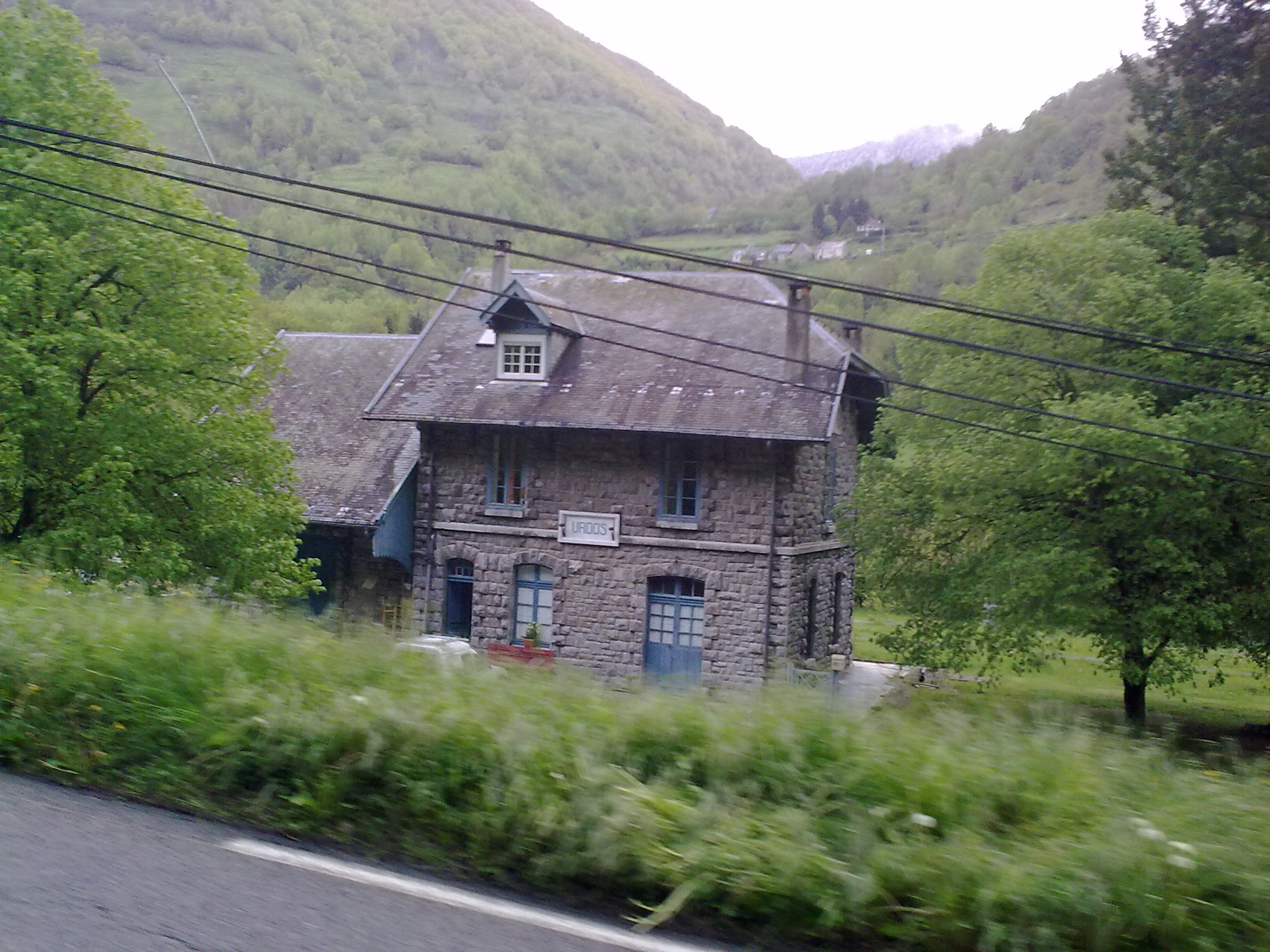
Ehemaliger Bahnhof von Urdos

## Bevölkerungsentwicklung
| Jahr      | 1962 | 1968 | 1975 | 1982 | 1990 | 1999 | 2005 | 2010 | 2022 |
| --------- | ---- | ---- | ---- | ---- | ---- | ---- | ---- | ---- | ---- |
| Einwohner | 266  | 235  | 179  | 162  | 162  | 108  | 67   | 71   | 70   |